# Microrégion de Campos do Jordão
 (février 2025).
Si vous disposez d'ouvrages ou d'articles de référence ou si vous connaissez des sites web de qualité traitant du thème abordé ici, merci de compléter l'article en donnant les références utiles à sa vérifiabilité et en les liant à la section « Notes et références ».
La microrégion de Campos do Jordão est l'une des six microrégions qui subdivisent la vallée du Paraíba Paulista dans l'État de São Paulo au Brésil.
Elle comporte 4 municipalités qui regroupaient 71 930 habitants en 2006 pour une superficie totale de 1 007 km².

## Municipalités[1]
- Campos do Jordão
- Monteiro Lobato
- Santo Antônio do Pinhal
- São Bento do Sapucaí